# Use Your Illusion I (video)
Use Your Illusion I es un concierto de Guns N' Roses, filmado en el Tokyo Dome, Japón el 22 de febrero de 1992 durante la etapa japonesa de la gira Use Your Illusion Tour, esta grabación muestra la primera mitad del concierto, la segunda mitad aparece en el segundo volumen, Use Your Illusion II. Los VHS fueron distribuidos por Geffen Home Video en 1992.
El concierto fue originalmente grabado por Japan Satellite Broadcasting, para un programa que fue transmitido en su canal de TV.
Las canciones «Pretty Tied Up», «Don't Cry», «November Rain» y la segunda parte de «Patience» de este evento fueron usadas en el álbum en vivo de 1999, Live Era: '87-'93.
La cubierta es similar a la cubierta que la banda usó para el sencillo «Live and Let Die» que versionó la banda.

## Lista de canciones
1. «Introduction: Tokyo! Banzai motherfuckers! From Hollywood... Guns N Roses!»
2. «Nightrain»
3. «Mr. Brownstone»
4. «Live and Let Die»
5. «It's So Easy»
6. «Bad Obsession»
7. «Attitude»
8. «Pretty Tied Up»
9. «Welcome to the Jungle»
10. «Don't Cry» (Original)
11. «Double Talkin' Jive»
12. «Civil War»
13. «Wild Horses»/«Patience»
14. «November Rain»

## Opiniones
Glenn Kenny, escritor de Entertainment Weekly describió el vídeo como «extremadamente aburrido» y con una «débil mezcla de sonido», antes de calificarlo en grado 'D' (en una escala A-F, donde A es el mayor puntaje). Eamonn McCusker opinó sobre la versión en DVD para TheDigitalFix, y también criticó la producción del vídeo describiéndola como una grabación «sin inspiración».

## Créditos
UZI Suicide Co.; una producción original de TDK Core Co., Ltd. y Japanase Satellite Broadcasting

### Artistas
Guns N' Roses:
- W. Axl Rose – voz líder, piano, silbidos
- Slash – guitarra líder, coros
- Duff McKagan – bajo, coros, voz líder
- Matt Sorum – batería, percusión, coros
- Dizzy Reed – teclado, percusión, coros
- Gilby Clarke – guitarra rítmica, percusión, coros

Invitados:
- Cece Worrall-Rubin, Lisa Maxwell, Anne King – cuernos
- Tracey Amos, Roberta Freeman – coros
- Ted Andreadis – teclado, armónica, coros